# Cornelia de judiciis corruptis
Cornelia de judiciis corruptis, era probablement una part de la llei romana anomenada Cornelia de sicariis et veneficis. La va establir el dictador Luci Corneli Sul·la l'any 673 de la fundació de Roma (88 aC), i indicava les sancions en relació als jutges corruptes.